# Cantón de Saint-Clair-sur-l'Elle
El cantón de Saint-Clair-sur-l'Elle era una división administrativa francesa, que estaba situada en el departamento de Mancha y la región de Baja Normandía.

## Composición
El cantón estaba formado por catorce comunas:
- Airel
- Bérigny
- Cerisy-la-Forêt
- Couvains
- La Meauffe
- Moon-sur-Elle
- Notre-Dame-d'Elle
- Saint-André-de-l'Épine
- Saint-Clair-sur-l'Elle
- Saint-Georges-d'Elle
- Saint-Germain-d'Elle
- Saint-Jean-de-Savigny
- Saint-Pierre-de-Semilly
- Villiers-Fossard

## Supresión del cantón de Saint-Clair-sur-l'Elle
En aplicación del Decreto n.º 2014-246 de 25 de febrero de 2014, el cantón de Saint-Clair-sur-l'Elle fue suprimido el 22 de marzo de 2015 y sus 14 comunas pasaron a formar parte del nuevo cantón de Pont-Hébert.